# Henriette Morvan
Enriqueta Petitpas Cotton —más conocida como Henriette Morvan o Damita Duende (Santiago de Chile, 1900—?) fue una periodista, escritora y editora chilena adscrita al género de la literatura infantil y juvenil, escribiendo y recopilando relatos relacionados con dicho género.

## Carrera literaria
A partir de la década de 1930 la literatura infantil en Chile adquirió importancia en la escena literaria; en este marco, Damita Duente se instaló como una de las principales precursoras de la literatura infantil con publicaciones como Doce cuentos de príncipes y reyes y Doce cuentos de hadas, ambas de 1938. Así, se unió en esta época a otros autores como Ernesto Montenegro con su obra Cuentos de mi Tío Ventura de 1930, Blanca Santa Cruz Ossa con su trabajo de recopilación en libros de cuentos —desde 1929— mitos y leyendas, y Marta Brunet con Cuentos para Marisol, publicado también en 1938.
Junto a Elvira Santa Cruz Ossa y su hermana Blanca Santa Cruz Ossa, fue una de las principales recopiladoras y difusoras de literatura infantil en Chile a fines de la década de 1930 y durante la década de 1940. Además, su obra se incluye en un grupo de autores «cuya preocupación central fue educar mediante métodos más didácticos» entre los que se encontraban su hermana y Ester Cosani. A fines de la década de 1930 comienza a realizar una serie de colaboraciones en la revista Zig-Zag dentro de una colección titulada Damita Duente —de ahí su seudónimo— donde incluyó una recopilación de leyendas y fábulas.
Editó varias revistas, entre ellas Campeón (1937) y El Cabrito (1945); además, colaboró en diversas publicaciones en Estados Unidos, México y Cuba.

## Obras
- Manual de cocina (1938).
- Sume: (Leyenda brasileña) (1939).
- El héroe de Lepanto (1948, ensayo).
- Boomerang (1957, novela).
- La Cenicienta: cuento de Grimm (versión propia, Editorial Zig-Zag, 1943).
- Cuentos para ti, Nena (Editorial Zig-Zag, 1941).
- El mago de Oz: versión autorizada y basada en la película de la Metro -Goldwyn- Mayer (Editorial Zig-Zag, 1940).
- El libro de las doce leyendas (Editorial Zig-Zag, 1940).
- Cuentos infantiles en verso (Editorial Zig-Zag, 1939).
- Los doce milagros (Editorial Zig-Zag, 1939).
- El milagro de los ojos (Editorial Zig-Zag, 1938).
- Blanca nieves y los siete enanitos (versión cinesca; Editorial Zig-Zag, 1938).
- El libro de las doce leyendas (Editorial Zig-Zag, 1937).

Serie Doce cuentos
- Doce cuentos de príncipes y reyes (Editorial Zig-Zag, 1938).
- Doce cuentos de hadas (1938).
- Doce Cuentos de Gigantes y enanos (Editorial Zig-Zag, 1939).
- Doce cuentos de Navidad (Editorial Zig-Zag, 1939).
- Doce Cuentos de encantamiento (Editorial Zig-Zag, 1939).
- Doce Cuentos de la abuela (Editorial Zig-Zag, 1938).
- Doce cuentos de oro y plata (Editorial Zig-Zag, 1938).
- Doce Cuentos del mar (Editorial Zig-Zag, 1938).
- Doce Cuentos de animales (Editorial Zig-Zag, 1940).
- Doce Cuentos de juguetes (Editorial Zig-Zag, 1943).
- Doce cuentos de recreo y deportes (Editorial Zig-Zag, 1944).